# قسط ألني
قسط ألني (الاسم العلمي:Costus allenii) هو نوع من النباتات يتبع جنس القسط من الفصيلة القسطية.